# فرنسيسكو رودريغوس لوبو
فرنسيسكو رودريغوس لوبو (بالبرتغالية: Francisco Rodrigues Lobo‏) هو كاتب وشاعر برتغالي، ولد في 1580 في ليريا في البرتغال، وتوفي في 4 نوفمبر 1622 في لشبونة في البرتغال بسبب غرق.

## وصلات خارجية
- فرنسيسكو رودريغوس لوبو على موقع الموسوعة البريطانية (الإنجليزية)